# Fuhlsbüttel (stadsdel)

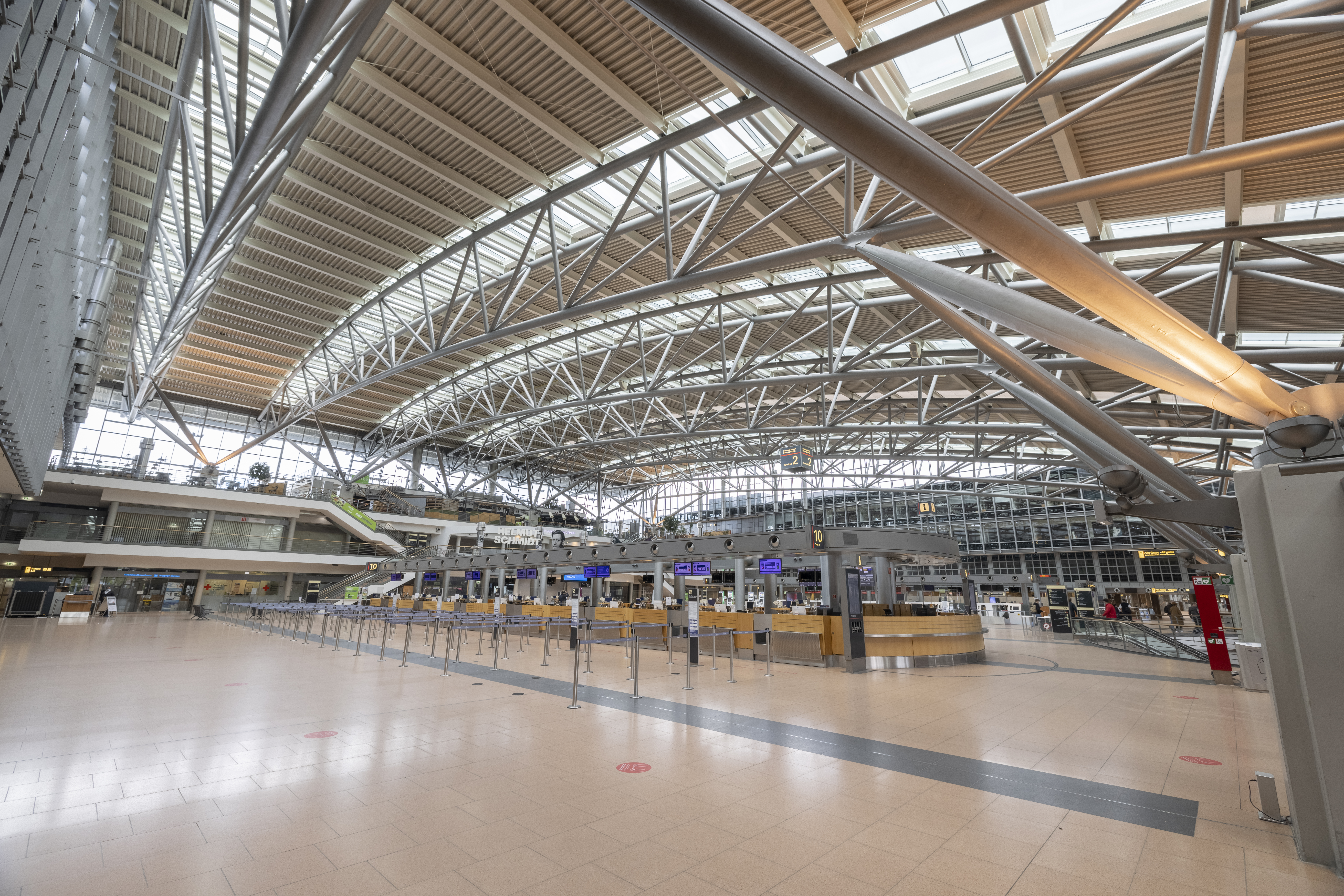
Hamburgs flygplats

Fuhlsbüttel

Fuhlsbüttel är en stadsdel inom stadsdelsområdet Hamburg-Nord i Hamburg. I Fuhlsbüttel är Hamburgs flygplats belägen. Fuhlsbüttel hade 13 808 invånare år 2023.
Fühlsbüttels fängelse utgjorde från 1933 till 1945 ett nazistiskt koncentrationsläger, se vidare Fuhlsbüttel (koncentrationsläger).